# Schlacht bei Coffrane
Die Schlacht bei Coffrane bezeichnet eine militärische Auseinandersetzung zwischen der Grafschaft Neuenburg und der Grafen von Aarberg sowie dem Fürstbistum Basel im Jahre 1296 um die Herrschaft Valangin. Die Schlacht markiert den Höhepunkt eines Konfliktes, der sich als Kleinkrieg zwischen Neuenburg und dem Basler Fürstbistum noch weitere 13 Jahre hinzog.

## Vorgeschichte
1260 entzündete sich ein Konflikt zwischen Neuenburg und dem Basler Bischof Berthold II. von Pfirt, das mit der vollständigen Zerstörung der Siedlung Nugerol, die zuvor in diesem Jahr das Marktrecht erhielt, endete. Dieser Konflikt blieb ungelöst, so dass die Beziehungen der Herrschaft Neuenburg mit dem Fürstbistum Basel gespannt blieben.
1290 schloss Rudolf IV. von Neuenburg (auch Rollin genannt, † 1343), seit 1288 Herr und seit 1296 erster Graf von Neuenburg, eine Offensivallianz mit der Stadt Freiburg gegen die Herren von Aarberg.
Die Herrschaft Valangin gelangte um 1215 an die Grafen von Aarberg, ein Zweig der Herren von Neuenburg. Deren Beziehungen zur Herrschaft Neuenburg waren ebenfalls seit Jahren gespannt, die Streitpunkte waren rechtlicher, wirtschaftlicher und finanzieller Natur. Die Aarberger versuchten, die Lehensherrschaft der Herren von Neuenburg, welche ihrerseits seit 1288 wiederum Vasallen der Grafen von Chalon-Arlay waren, abzuschütteln. Aus diesen Gründen traten im Dezember 1295 die damaligen Herren Johann I. († vor 1334), Dietrich und Ulrich († 1329) von Aarberg in Verbindung mit dem Basler Bischof Peter I. Reich von Reichenstein († September 1296), um ihre Position zu stärken. Letzterem kam eine Allianz entgegen, da sie ihm eine Chance zur Südexpansion des Fürstbistums bot.
Am 12. Dezember 1295 übergaben die Aarberger dem Bischof das Städtchen La Bonneville (südwestlich des Ortes Engollon) sowie den Hof Bussy (Gemeinde Valangin) im Val de Ruz, um diese dann als Lehen wieder zurückzuempfangen. Am 6. Januar 1296 wurde dieser Vertrag noch ergänzt: Das Schloss Valangin sollte per Lehensnahme 1299 ebenfalls an den Bischof fallen. Der Bischof verfügte während dreier Jahren über diese Besitzungen unter der Bedingung, eine Festung auf dem Berg neben dem Schloss Valangin zu bauen. Die Absichten waren damit klar militärischer Natur.
Die Allianz von Valangin und dem Fürstbistum Basel verärgerte und beunruhigte Graf Rudolf, denn er wusste, dass sie für ihn eine Gefahr bedeutete und sah sich durch sie auch in seinen Rechten verletzt. Er reagierte darauf ziemlich prompt und scharf.

## Ereignisse
Bereits am 28. Februar fielen die Neuenburger Truppen ins Val-de-Ruz ein und trafen die Truppen von Aarberg-Valangin und dem Fürstbistum Basel (aus dem Elsgau, St. Ursanne und Delémont) in der Nähe von Coffrane. Die alliierten Truppen wurden in die Flucht geschlagen, Johann und Dietrich von Aarberg wurden gefangen genommen.
Der Graf von Neuenburg nutzte seinen Sieg und verhängte harte Kontributionen, die jedoch nicht sehr genau überliefert sind. Bekannt ist, dass die Herren von Aarberg-Valangin die Lehensherrschaft der Neuenburger anerkennen musste. Weiterhin mussten sie die Kriegskosten übernehmen, ihr eigenes Leben freikaufen und Neuenburg das Dorf und Schloss Valangin übergeben. Die Aarberger schieden damit faktisch aus dem Krieg aus, die Treuepflicht gegenüber den Fürstbischöfen von Basel geriet allmählich in Vergessenheit.
Als der Basler Bischof Peter II. von Aspelt († 1320), Nachfolger von Peter Reich von Reichenstein, den Krieg gegen Neuenburg eigenmächtig weiterführte und trotz der militärischen Niederlage versuchte, die Herrschaft Valangin an sich zu bringen, zerstörte Rudolf von Neuenburg am 28. April 1301 das Städtchen La Bonneville, was den Krieg endgültig beendete.

## Folgen
Der Sieg bedeutete für Graf Rudolf IV., seit 1300 Landvögte der Waadt, eine Festigung und Stärkung seiner Position. 1308 verburgrechtete er sich mit Bern und erhielt ebenfalls 1308 das Dorf Boudevilliers aus dem Besitz von Johann von Chalon-Arlay, welches für die folgenden fünfhundert Jahre eine neuenburgische Exklave im Herrschaftsgebiet von Valangin bildete. 1309 baute er seine Herrschaft mit Erhalt des Schlosses Vaumarcus aus.
1312 wurde La Neuveville vom Basler Fürstbischof Gerhard von Wippingen als neues Bollwerk an der Grenze zur Grafschaft Neuenburg angelegt. Diese Stadtneugründung, auf dem Boden des 1260 zerstörten Nugerol erbaut, diente insbesondere als Auffanglager der Flüchtlinge aus dem elf Jahre zuvor zerstörten Ortes La Bonneville. Der Stadtname erklärt sich dadurch, dass La Neuveville als Neugründung von La Bonneville, «Neustadt» (neuveville oder villeneuve genannt) gedacht war, weswegen die Stadt anfänglich noch (Neu-)La Bonneville genannt wurde.
Graf Rudolf IV. reagierte darauf mit der Gründung und Erbauung der wenige Kilometer südlich gelegenen Stadt Le Landeron 1328/29 zur Kontrolle der Zihl und des damit verbundenen Zugangs zum Neuenburgersee, wodurch sich die Grenze beider Herrschaften am Bielersee verfestigte.
Die Herrschaft Aarberg wurde in die Linien Aarberg-Aarberg (1386 erloschen) und Aarberg-Valangin geteilt, wobei Johann I. als Begründer der Seitenlinie Aarberg-Valangin gilt. Die Herrschaft Valangin selbst gehörte in der Folgezeit teils den Grafen von Neuenburg, teils den Grafen von Montbéliard. Die Beziehungen von Neuenburg und den Herren von Aarberg-Valangin verbesserten sich allmählich; nach einer gewichtigen Vermehrung ihrer Lehen 1360 gewährte ihnen Ludwig von Neuenburg 1373 beinahe vollständige Autonomie. 1383, während des Burgdorferkrieges, schlossen die Herren von Aarberg-Valangin ein Bündnis mit Bern und damit wurde die Herrschaft Valangin Teil der (später so genannten) Burgundischen Eidgenossenschaft.
Die Nichteinhaltung der Vereinbarung von 1373 führte zu Beginn des 15. Jahrhunderts jedoch zu neuen Konflikten, was 1425 zu einer Einschränkung der Hochgerichtsbarkeit der Herrschaft Valangin führte. Trotz mehrfacher Weigerung nach 1450, den Grafen von Neuenburg den Huldigungseid zu leisten, kam Valangin 1592 endgültig an die Grafschaft (ab 1643 Fürstentum) Neuenburg.